# Хуреш

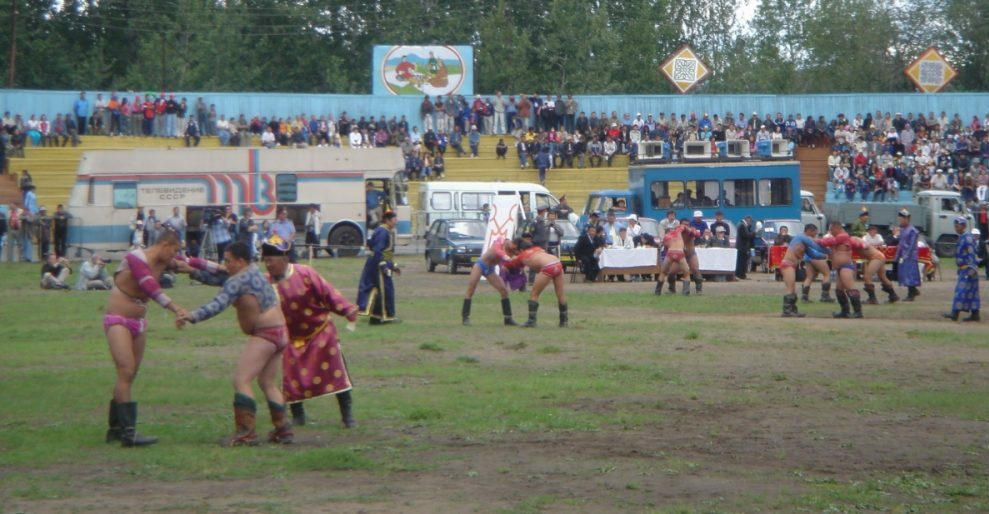
Состязания по борьбе хуреш

Хуре́ш (тув. Хүреш) — тувинская национальная борьба. Состязания по хурешу традиционно проводятся во время ежегодного праздника Наадым и на празднике Шагаа (Новый год). Также борьбе отводится важная роль во время традиционных молебен Оваа дагыыры (освящение хозяев местности), суг дагыыры (освящение водного источника), доя (пиршеств) и других.

## Описание

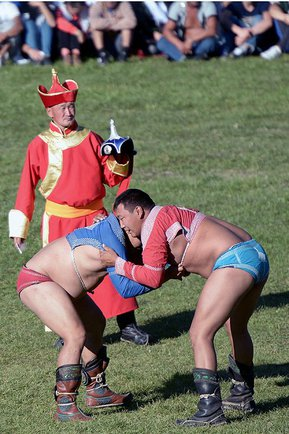
Борцы хуреш

В борьбе хуреш участвуют борцы в традиционных костюмах. Если раньше они представляли собой короткие халаты с широкими штанами, то впоследствии это были уже облегающие спортивные трусы, затянутые ремнём, и короткая курточка с длинными рукавами, прикрывающая только спину борца, оставляя его грудь обнажённой.
Соревнования проводятся на открытом воздухе на выбывание. Победитель в последней паре становится абсолютным победителем.
Перед началом состязаний борцы исполняют танец орла — «девиг», символизирующий полёт орла всё выше и выше. Этот же танец исполняет победитель после завершения схватки. Считается, что во время этого танца борцы поклоняются Вечному Синему Небу.
Во время состязаний борцы берут друг друга в захват и пытаются сдвинуть с места или повалить на землю. Толчки и зажимы запрещены. Проигравшим считается борец, первым упавший на землю или коснувшийся земли коленом.
Особое влияние имеет моге салыкчызы (судья-секундант), который призывает борца после тренировки. Он пользуется большим уважением борцов, которые прислушиваются к его словам. Моге салыкчызы также выступает в роли комментатора, и поэтому должен быть артистичным, обладать громким хорошо поставленным голосом. Часто моге салыкчызы становятся Народные артисты Тувы.

## История
По мнению Оргелээра Чувурековича Ондара, специалиста по «хурешу», борьба появилась на территории Тувы достаточно давно, как минимум в XI—XII веках. Изначально это были рукопашные схватки, так как тувинцы вынуждены были сражаться с иноземными захватчиками. По мнению О. Ч. Ондараа, древнее происхождение борьбы хуреш подтверждается схожестью её названия с названиями аналогичных видов спорта у родственных тюркоязычных народов: курес на казахском языке, кураш на узбекском, куреш на алтайском, гюлеш на азербайджанском, гюреш на турецком, курес на хакасском. Упоминания борьбы содержатся и в тувинском эпосе о героических богатырях.
Борьба хуреш впервые письменно упоминается в сборнике летописей 1207 года персидского летописца Рашид-ад-Дина. Там говорится: «Первые воины Чингиз-Хана в верховьях Енисея организовали большую борьбу». Описания борьбы хуреш оставили и исследователи-путешественники, посещавшие Туву в XIX веке: Н. Ф. Катанов, Ф. Я. Кон и другие.
Новый толчок к развитию борьба хуреш получила в период существования Тувинской Народной Республики (1921—1944) в результате целенаправленной государственной политики. Получили развитие такие элементы «хуреша» как жеребьёвка, представление борцов, присуждение титулов, требования к спортивным костюмам, исполнение танца орла. Тем не менее, отсутствовали утверждённые правила борьбы, не было квалифицированных судей и комментаторов.
После вхождения Тувы в состав СССР в 1944 году власти стали уделять особое внимание развитию культуры, спорта и образования. Стали появляться квалифицированные специалисты, развивались новые виды спорта. Советский период стал важным этапом в развитии борьбы хуреш.
В конце XX — начале XXI века были окончательно утверждены правила борьбы хуреш, порядок вручения призов и званий борцам. Сегодня нередки случаи, когда именно борцы «хуреша» становятся победителями в соревнованиях по сумо, например, Баткар Баасан принес единственное золото российской сборной по борьбе сумо среди юниоров в августе 2015 году в Японии (г. Осака).

## В нумизматике

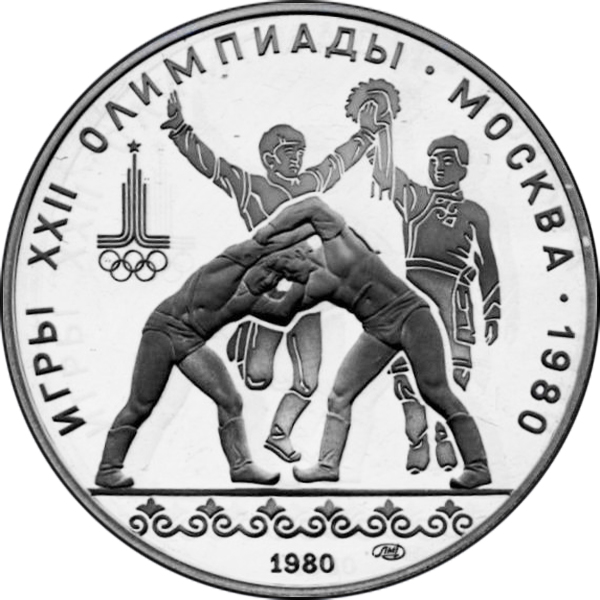
Монета «Танец орла и борьба хуреш»

В 1980 году к летним олимпийским играм в СССР была выпущена памятная монета номиналом 10 рублей «Танец орла и борьба хуреш». На реверсе монеты на переднем плане изображена схватка борцов хуреш, на заднем плане — победитель, исполняющий танец орла.